# Hebbal, Mudhol
Hebbal là một làng thuộc tehsil Mudhol, huyện Bagalkot, bang Karnataka, Ấn Độ.